# Heart on Wave / Breakin' Out
Singles de dream
Movin' On
(2000) Private Wars
(2000)
Heart on Wave / Breakin' Out (aussi appelé simplement : Heart on Wave) est le deuxième single du groupe féminin de J-pop dream, produit par Max Matsura et composé par Kazuhito Kikuchi. Il sort le 8 mars 2000 au Japon sous le label avex trax, deux mois seulement après le précédent single du groupe, Movin' On. Il atteint la 14e place du classement Oricon, et reste classé pendant six semaines.
Ce maxi-single présenté comme un "double face A" contient en fait huit titres : deux chansons originales et leurs versions instrumentales, et deux versions remixées de chacune d'elles.
Les deux titres originaux ont été utilisés comme thèmes musicaux pour des publicités. La première chanson Heart on Wave a aussi servi de générique de fin de l'émission de la chaine TV Tokyo Sukiyaki!! London Boots Daisakusen. Elle seule figurera sur le premier album du groupe, Dear..., qui sort un an plus tard. Une vidéo au format VHS contenant son clip vidéo sortira un mois plus tard, le 19 avril.

## Membres
- Mai Matsumoro
- Kana Tachibana
- Yū Hasebe

## Liste des titres
1. Heart on Wave (Original Mix) (mixé par Dave Ford)
2. Heart on Wave (2FT Mix) (remixé par Fuyuno Tatsuhiko)
3. Heart on Wave (HAL's Mix 2000) (remixé par HΛL)
4. Breakin' out (Original Mix) (mixé par Dave Ford)
5. Breakin' out (Y&Co. Remix) (remixé par Tetsuya "remocon" Tamura (Y&Co. inc))
6. Breakin' out (Dub's Club Remix) (remixé par Izumi "D・M・X" Miyazaki)
7. Heart on Wave (Instrumental)
8. Breakin' out (Instrumental)